# Chiaia di Luna
Chiaia di Luna è un'insenatura e una spiaggia situata lungo la costa sud-occidentale dell'isola di Ponza in Italia.

## Origine del nome
In dialetto napoletano il termine "chiaia" significa "spiaggia". Essa prenderebbe quindi il nome di "Luna" in riferimento alla forma a falce di luna della baia.

## Geografia
L'insenatura, la più grande dell'isola, è circondata da alta falesie di tufo che sovrastano la stretta striscia di sabbia che forma la spiaggia. Una galleria romana di età augustea interamente scavata nel tufo collega la spiaggia al porto di Ponza. A causa dell'instabilità della roccia di cui è formata la ripida scogliera e ad una frana che ha portato alla morte di una turista nel 2001, l'accesso alla spiaggia è interdetto.
La baia è delimitata da Punta del Fieno a meridione e da Punta di Capo Bianco a settentrione.